# Natalia Loupou
Pour les articles homonymes, voir Lupu.
Natalia Loupou (en ukrainien : Наталія Олексіївна Лупу), née le 4 novembre 1987 à Marchyntsi (oblast de Tchernivtsi), est une athlète ukrainienne spécialiste du 800 mètres.

## Carrière
Elle se distingue durant la saison 2005 en s'adjugeant le titre du 800 m des Championnats d'Europe juniors de Kaunas dans le temps de 2 min 02 s 78. L'année suivante à Pékin, l'Ukrainienne échoue au pied du podium des Championnats du monde juniors. En 2009, Loupou remporte son premier titre national en salle puis se classe deuxième des Championnats d'Europe espoirs derrière la Russe Elena Kofanova. Sélectionnée pour les Championnats du monde de Berlin, elle est éliminée dès les séries.
Le 29 mai 2010, Natalia Loupou descend pour la première fois sous la barrière des 2 minutes au 800 m en signant le temps de 1 min 59 s 59 lors de la réunion de Yalta. Elle dispute et remporte les Championnats d'Europe par équipes de Bergen, devançant notamment la Russe Svetlana Klyuka.

### Dopage et suspension
En mars 2014, elle est testée positive à un test antidopage et est suspendue pendant 9 mois. Retrouvant la compétition en 2015, elle remporte la médaille de bronze des championnats d'Europe en salle de Prague. L'été suivant, elle termine 6e à la fois du 800 m (1 min 58 s 99) et du relais 4 x 400 m (3 min 25 s 94) lors des championnats du monde de Pékin. En octobre, elle est sacrée championne du monde militaire devant la Biélorusse Maryna Arzamasava.
En 2016, lors des mondiaux en salle de Portland, Loupou est à nouveau contrôlée positive, au meldonium. Elle est en conséquence bannie de la compétition. Elle se classe en juin 2016 2e des Championnats d'Ukraine en 1 min 59 s 70. En juillet, elle échoue à un nouveau test antidopage et l'IAAF la sanctionne le 31 mai 2017 à 8 ans de suspension, jusqu'au 26 décembre 2024.

## Palmarès
| Date | Compétition                          | Lieu      | Résultat | Épreuve   | Temps         |
| ---- | ------------------------------------ | --------- | -------- | --------- | ------------- |
| 2003 | Fest. olympique de la jeunesse euro. | Paris     | 1re      | 1 500 m   | 4 min 23 s 70 |
| 2005 | Championnats d'Europe juniors        | Kaunas    | 1re      | 800 m     | 2 min 02 s 78 |
| 2006 | Championnats du monde juniors        | Pékin     | 4e       | 800 m     | 2 min 05 s 05 |
| 2009 | Championnats d'Europe espoirs        | Kaunas    | 2e       | 800 m     | 2 min 01 s 08 |
| 2010 | Championnats d'Europe par équipes    | Bergen    | 1re      | 800 m     | 2 min 02 s 74 |
| 2012 | Championnats du monde en salle       | Istanbul  | 2e       | 800 m     | 1 min 59 s 67 |
| 2013 | Championnats d'Europe en salle       | Göteborg  | 1re      | 800 m     | 2 min 00 s 26 |
| 2013 | Championnats du monde                | Moscou    | 6e       | 800 m     | 1 min 59 s 79 |
| 2014 | Championnats du monde en salle       | Sopot     | —        | 800 m     | DQ            |
| 2015 | Championnats d'Europe en salle       | Prague    | 2e       | 800 m     | 2 min 02 s 25 |
| 2015 | Championnats d'Europe en salle       | Prague    | 5e       | 4 x 400 m | 3 min 32 s 39 |
| 2015 | Championnats du monde                | Pékin     | 6e       | 800 m     | 1 min 58 s 99 |
| 2015 | Championnats du monde                | Pékin     | 5e       | 4 x 400 m | 3 min 25 s 94 |
| 2015 | DécaNation                           | Paris     | 1re      | 800 m     | 2 min 01 s 96 |
| 2015 | Jeux mondiaux militaires             | Mungyeong | 1re      | 800 m     | 1 min 59 s 99 |
| 2015 | Jeux mondiaux militaires             | Mungyeong | 2e       | 4 x 400 m | 3 min 30 s 66 |

## Records
| Épreuve      | Performance   | Lieu      | Date         |
| ------------ | ------------- | --------- | ------------ |
| 400 mètres   | 52 s 91       | Vinnytsia | 15 août 2011 |
| 800 mètres   | 1 min 58 s 46 | Yalta     | 14 juin 2012 |
| 1 500 mètres | 4 min 20 s 93 | Kiev      | 23 mai 2003  |

| Épreuve      | Performance   | Lieu     | Date            |
| ------------ | ------------- | -------- | --------------- |
| 400 mètres   | 53 s 52       | Suomy    | 16 février 2011 |
| 800 mètres   | 1 min 59 s 67 | Istanbul | 11 mars 2012    |
| 1 000 mètres | 2 min 42 s 58 | Moscou   | 3 février 2013  |